# Serge Haroche
Serge Haroche (Casablanca, 11 september 1944) is een Frans natuurkundige, verbonden aan het Collège de France. In 2012 kreeg Haroche samen met David Wineland de Nobelprijs voor de Natuurkunde voor hun baanbrekende onderzoek op het gebied van meten en manipuleren van afzonderlijk kwantumsystemen.

## Biografie
Haroche werd geboren in Casablanca als zoon van Albert Haroche (1920-1998) en Valentine Roubler (1921-1998). In 1956 verliet hij Marokko en vestigde zich in Frankrijk aan het einde van de Franse beschermverdrag. Hij is gehuwd met de socioloog Claudine Haroche Zeligson, afkomstig van een Russisch-joodse geëmigreerde familie.
Hij was van 1967 tot 1975 werkzaam bij het Centre national de la recherche scientifique (CNRS) als onderzoekswetenschapper. Een jaar (1972/73) verbleef hij als postdoc bij de Stanford-universiteit in het laserteam van Arthur Schawlow. In 1975 werd hij hoogleraar aan de Universiteit Parijs VI. Gelijktijdig doceerde hij aan andere instellingen, zoals de École polytechnique (1973-1984), de Harvard-universiteit (1981) en Yale-universiteit (1984-1993). Van 1994 tot 2000 was hij hoofd van de faculteit natuurkunde aan de École normale supérieure.
Sinds 2001 is Haroche hoogleraar aan de Collège de France op de leerstoel kwantumfysica. Hij is lid van de Franse Natuurkunde Sociëteit, de European Physical Society (EPS) en de American Physical Society (APS). Voor zijn werk werd hij onderscheiden met de Einstein Prize For Laser Science (1988), de Humboldt-prijs (1992), Albert A. Michelson Medal (1993) en in 2009 de CNRS gouden medaille.

## Onderzoek
Haroche werkt hoofdzakelijk in de atoomfysica en de kwantumoptica. Na zijn promotie onder supervisie van Claude Cohen-Tannoudji ontwikkelde hij nieuwe technieken voor laserspectroscopie die gebaseerd waren op de studie van kwantumbeats en superradiance.
Hij beschouwde lichtdeeltjes (fotonen) als kwantumsysteem en gebruikte speciaal geprepareerde atomen om het licht te controleren. Deze fotonen liet hij tussen twee supergekoelde spiegeltjes heen en weer bewegen waar hij zogenaamde Rydberg-atomen door heen stuurde. Als deze donutvormige mega-atomen onderweg een foton tegenkomen dan verandert de golffunctie ervan. Hiermee was hij in staat de kwantumeigenschappen van fotonen te beïnvloeden en uit te lezen zonder deze te vernietigen. Dit werk is van belang voor de ontwikkeling van kwantumcomputers.